# Hortense Ullrichová
Hortense Ullrichová (* 19. prosince 1956, Saarland, Německo) je německá spisovatelka a publicistka, autorka humorných dívčích románů.
Původním povoláním průmyslová návrhářka a designérka. Po ukončení svých studií pracovala jako publicistka a redaktorka v odborných časopisech.

## Dílo
- Láska z čistajasna
- Pusa je jen začátek
- Čarodějnice se nelíbaj
- Nebuď přece blond!
- Poprask v lunaparku: Flippin tajný deník
- 1000 důvodů, proč se (ne)trápit láskou
- Pink Muffin@Berry Blue
- A kdo má rád mě?
- 1000 důvodů, proč se (ne)zamilovat
- Kdo se líbá naposled
- 1000 důvodů, proč se (ne)líbat
- Láska je na palici
- Na každým prstu jeden